# Citharacanthus spinicrus
Citharacanthus spinicrus är en spindelart som först beskrevs av Pierre André Latreille 1819.  Citharacanthus spinicrus ingår i släktet Citharacanthus och familjen fågelspindlar. Inga underarter finns listade i Catalogue of Life.